# Kepler-62 c
Kepler-62 c (также известна по обозначению KOI-701.05) — экзопланета размером примерно с Марс, обнаруженная на орбите вокруг звезды Kepler-62, вторая по удалённости от звезды из пяти планет, обнаруженных космическим телескопом НАСА «Кеплер» вокруг Kepler-62. На момент открытия это была вторая самая маленькая экзопланета, обнаруженная и подтверждённая космическим телескопом «Кеплер», после Kepler-37 b. Она была обнаружена с помощью транзитного метода, при котором измеряется затемнение, которое вызывает планета, проходя перед своей звездой. Её поток излучения в 25 ± 3 раза больше земного. Планета похожа на Меркурий.

## Физические характеристики

### Масса, радиус и температура
Kepler-62 c — это миниземля, экзопланета с радиусом и массой меньше Земли. Она имеет равновесную температуру 578 K (305 °C; 581 °F). Ее радиус составляет 0,54 R🜨. Это примерно размер Марса, что делает ее одной из самых маленьких известных экзопланет. Однако масса в настоящее время неизвестна, оценки устанавливают верхний предел <4 ME, реальная масса, как ожидается, будет значительно ниже этого, скажем, около 0,1 ME, что сопоставимо с размером Kepler-37 b.

### Родительская звезда
Планета вращается вокруг оранжевого карлика под названием Kepler-62, вокруг которой вращаются в общей сложности пять планет. Звезда имеет массу 0,69 M☉ и радиус 0,64 R☉. Она имеет температуру 4925 K и возраст 7 миллиардов лет. Для сравнения, возраст Солнца составляет 4,6 миллиарда лет, а его температура составляет 5778 K. Звезда несколько бедна металлами, с металличностью ([Fe/H]) −0,37, или 42 % от солнечной. Её светимость составляет 21 % от светимости Солнца.
Видимая звёздная величина звезды, или насколько ярко она выглядит с точки зрения Земли, составляет 13,65. Поэтому она слишком тусклая, чтобы её можно было увидеть невооружённым глазом.

### Орбита
Kepler-62 c вращается вокруг своей родительской звезды с периодом обращения 12 суток на расстоянии около 0,092 а. е. Экзопланета получает примерно в 25 раз больше света, чем Земля от Солнца.

## Открытие
В 2009 году космический телескоп НАСА «Кеплер» завершал наблюдение за звёздами на своём фотометре, инструменте, который он использует для обнаружения транзитных событий, при которых планета проходит перед своей звездой и затемняет её на короткий и примерно регулярный период времени. В этом последнем тесте «Кеплер» наблюдал 50000 звезд в базе данных Kepler Input Catalog, включая Kepler-62; предварительные кривые блеска были отправлены научной группе «Кеплера» для анализа, которая выбрала очевидных планетарных компаньонов из группы для последующего наблюдения в обсерваториях. Наблюдения за потенциальными кандидатами в экзопланеты проводились в период с 13 мая 2009 года по 17 марта 2012 года. После наблюдения соответствующих транзитов, которые для Kepler-62 c происходили примерно каждые 12 суток (орбитальный период планеты), в конечном итоге был сделан вывод, что за периодические 12-дневные транзиты отвечает планета. Об открытии планетной системы звезды Kepler-62, а также планетной системы звезды Kepler-69 было объявлено 18 апреля 2013 года.